# Économie du Pérou
L'économie du Pérou est la cinquième économie la plus importante d'Amérique latine après le Brésil, le Mexique, l'Argentine, la Colombie. Elle est basée essentiellement sur l'exploitation, la transformation et l'exportation de ses ressources naturelles, agricoles et marines, la majorité des péruviens vivant de ces activités.
Le pays a entamé un processus d'industrialisation basé sur une ouverture économique et une politique fiscale et monétaire solide. Cette ouverture économique a débuté sous le gouvernement d'Alberto Fujimori en 1990 et avait pour but de faire face à la crise économique qui avait détruit l'industrie et provoqué une hyperinflation, jamais vue en Amérique. Cependant les bons résultats enregistrés sur le plan macro-économique, s'ils ont permis une augmentation des rentrées fiscales du gouvernement, tardent à se diffuser dans la société péruvienne qui est très inégalitaire et souffre encore d'une forte émigration de ses habitants vers l'Amérique du Nord, l'Europe, le Japon et les autres pays d'Amérique latine. Cette émigration constitue toutefois une source de rentrée de devises pour le pays grâce à l'entraide familiale.
L’économie péruvienne dépend fortement des matières premières, qui représentent 60 % des exportations. En 2015, le Pérou est le deuxième producteur mondial d’argent, le troisième de zinc et de cuivre, le sixième d’or, et exploite aussi du gaz et du pétrole. Le pays est en revanche peu industrialisé.

## Histoire
En 1919, une grève générale de 72 heures arrache la journée de huit heures. La Fédération ouvrière régionale péruvienne, qui organise la grève, est de tendance anarcho-syndicaliste ; la Confédération générale des travailleurs est créée en 1929 sous l'impulsion du marxiste José Carlos Mariátegui.

### XXesiècle
Le gouvernement présente en aout 1990 un programme économique très dur, en particulier pour les classes populaires, destiné à enrayer une hyperinflation de 2 000 % par an. Celui-ci s'aligne sur les recommandations du FMI. Des affrontements entre forces de l'ordre et manifestants éclatent dans les quartiers pauvres de la capitale et les principales villes de province contre les hausses considérables de prix.
La privatisation des secteurs de la sidérurgie, du pétrole et de l'électricité est engagée sous l'égide des organisations financières internationales. Le FMI accore en 2003 un prêt qui permet au Pérou de rééchelonner sa dette. Le gouvernement péruvien obtient aussi en 2006 le rééchelonnement sur vingt-cinq ans de 32 milliards de dollars de dette, notamment avec le Club de Paris.
Des contrats sont signés avec des multinationales pétrolières, comme Shell et Mobil, tandis que les investissements internationaux s'accumulent en raison d'une politique fiscale attractive. Cependant, les bons résultats de l'économie n'ont aucune conséquence sur le niveau de vie très bas de la majorité des Péruviens.

### XXIesiècle
Le produit national brut (PNB) est passé de 47 767 millions de dollars en 1993 à 127 598 en 2008. Ce dynamisme repose principalement sur les secteurs exportateurs en raison de l'explosion de la demande chinoise sur les matières premières (or, argent, cuivre, zinc) et sur une forte augmentation de la demande interne (12,3 % en 2008), tirée par la consommation et l’investissement public et privé.
Depuis la politique de libéralisation de l'économie lancée au début des années 1990, l'économie péruvienne a connu de profonds changements. Des privatisations, pour un total de 9,2 milliards de dollars, principalement dans les secteurs de télécommunications et de l’énergie, ont été menées entre 1990 et 2000 et il ne subsiste plus aujourd'hui qu'une quinzaine de grandes entreprises publiques. Outre la fin des contrôles de l’État, les différents gouvernements ont établi une politique monétaire restrictive, et ont mis en place un environnement fiscal favorable pour les investisseurs. Les conséquences de cette politique économique seront positives. Le taux de croissance du PIB a dépassé la barre de 9 % en 2008, après une croissance de 8,9 % en 2007.
Après avoir connu une période d'hyperinflation au cours des années 1980, la monnaie péruvienne connaît une période de stabilité par rapport au dollar et aux monnaies européennes. Le taux de dollarisation de l’économie reste toutefois élevé, s’établissant à 60 % des crédits en 2006 au secteur privé contre 82 % en 2000. Parmi les grandes orientations financières, figure un axe majeur : la restructuration de la dette publique tant extérieure qu'intérieure. Elle a permis de voir passer la part de la dette interne en 5 ans de 22 à 29 %. La dette publique globale, à la fin septembre 2007, atteint 31 % du PIB.
D'après l'économiste José Oscatégui : « l’État péruvien est faible, parfois complètement absent de certaines provinces. Le Pérou n'a donc pas la capacité de négocier avec les multinationales, et de récupérer les impôts qui pourraient alimenter des programmes sociaux. L'industrie minière, pilier de l'économie, illustre bien cette faiblesse. Malgré leur impact très lourd sur l'environnement et leurs profits record, les grands groupes qui exploitent les métaux péruviens sont taxés à hauteur de 30% de leur bénéfice, comme toute autre entreprise locale. Mais en pratique, avec les exonérations, c'est encore moins, entre 13 et 14% » La moitié des opérateurs miniers du pays a obtenu à l'époque de Alberto Fujimori des contrats de stabilité, c'est-à-dire une garantie contre tout changement de la politique fiscale du pays.
Le respect des principes d'orthodoxie financière et l'amélioration de la gestion de la dette ont abouti, semble-t-il, à un rétablissement durable des équilibres macroéconomiques et à regagner la confiance des investisseurs. Cependant l'économie péruvienne doit affronter deux défis majeurs. Premièrement, le pays reste vulnérable aux fluctuations des prix des produits de base sur les marchés internationaux. Cette vulnérabilité implique une forte volatilité du PIB et cela peut avoir des effets potentiellement négatifs sur la croissance de long terme et sur le développement socioéconomique. Deuxièmement, la phase conjoncturelle doit être exploitée pour favoriser la création d’un scénario de croissance et de redistribution favorable à la lutte contre la pauvreté et au développement humain. Les études montrent qu'une couche de la population reste dans la pauvreté malgré l'essor économique notable que connaît récemment le pays. L'Institut péruvien de statistiques (INEI) avance un chiffre de 36,2 % pour 2008, perdant plus 7 points en trois ans, et la pauvreté extrême (moins d'un dollar par jour) s'élèverait à 12,6 % pour la même année.
L’accès à l’éducation est plus faible dans la population indigène, avec seulement 10,2 % d’entre eux poursuivant des études supérieures. Les opportunités sur le marché du travail sont encore plus limitées, avec une surreprésentation dans le secteur agricole et dans les emplois non qualifiés. À eux deux, ces secteurs représentent deux tiers des emplois pour la population indigène contre seulement un tiers pour les non-indigènes.
Les travailleurs informels représentent, en 2019, 70 % du marché du travail selon l’Institut national des statistiques et de l’informatique (INEI)

## Pauvreté
Le nombre de pauvres a diminué de moitié en 10 ans, passant de 54,8 % de la population en 2001 à 31,3 % en 2010. Le pays sort d'une décennie de croissance sans précédent, selon l'institut national de statistiques (INEI).
Environ 9,2 millions de Péruviens vivent dans la pauvreté, sur une population totale de 29,2 millions d'habitants. gagnant moins de 264 soles (91 $) par mois.
Parmi eux, il reste 2,9 millions de personnes (9,8 % de la population) qui se trouvent en dessous du seuil de la misère, fixé à 149 soles (51 $).
La pauvreté frappe surtout les zones rurales, où elle touchait encore 54,2 % de la population, contre seulement 19,1 % dans les villes.

## Secteurs économiques

### Agriculture
Le Pérou est l'un des 5 plus grands producteurs d'avocat, myrtille, artichaut et asperge, l'un des 10 plus grands producteurs au monde de café et cacao, et l'un des 15 plus grands producteurs au monde de pomme de terre et ananas.
En 2018, le Pérou a produit:
- 10,3 millions de tonnes de canne à sucre;
- 5,1 millions de tonnes de pomme de terre;
- 3,5 millions de tonnes de riz;
- 2,2 millions de tonnes de banane;
- 1,5 million de tonnes de maïs;
- 1,2 million de tonnes de manioc;
- 921 000 tonnes d'huile de palme;
- 645 000 tonnes de raisin;
- 548 000 tonnes d'ananas;
- 504 000 tonnes d'avocat;
- 481 000 tonnes de mandarine;
- 502 000 tonnes d'orange;
- 369 000 tonnes de café;
- 383 000 tonnes de mangue;
- 360 000 tonnes d'asperges;
- 270 000 tonnes de citron;
- 252 000 tonnes de tomate;
- 207 000 tonnes d'orge;
- 195 000 tonnes de blé;
- 188 000 tonnes d'olives;
- 187 000 tonnes de carottes;
- 175 000 tonnes de papaye;
- 175 000 tonnes de poivre;
- 154 000 tonnes d'artichaut;
- 140 000 tonnes de pomme;
- 134 000 tonnes de cacao;
- en plus de petites productions d'autres produits agricoles[15].

Le pays dispose d'un potentiel agricole intéressant grâce à la grande variété de ses climats et à l'irrigation des terres désertiques de la côte.
Les productions agricoles sont :
- l'asperge,
- l'artichaut,
- le paprika,
- l'avocat,
- la pomme de terre,
- le riz,
- la canne à sucre,
- le maïs,
- le coton,
- le café,
- le cacao,
- les fruits tropicaux

Par ailleurs, le pays est en 2012, le premier producteur de feuilles de coca, avec une production estimée de 128 739 tonnes, pour une culture sur 60 400 hectares.

### Pêche
La pêche au Pérou est un secteur vital qui profite des eaux poissonneuses du Pacifique. Le Pérou est le second producteur mondial avec plus de 9,5 millions de tonnes par année. Il est devancé par la Chine avec 16,9 millions de tonnes, et suivi par les États-Unis avec 5 millions de tonnes (chiffres datant de 2004).
À partir des années 1950, le Pérou a développé son industrie halieutique. À partir des années 1960, le pays fait partie des plus grands producteurs mondiaux des produits de la pêche.
Dernièrement, le développement de la pêche a permis le développement du port de Chimbote.
Les produits marins suivants sont exploités :
- Anchoveta (famille des anchois). Nom scientifique : Engraulis ringens.
- Corvina (famille des Sciaenidae). Nom scientifique : Cilus gilberti.
- Lenguado (famille des Soleidae).
- Bonito
- Jurel

L'anchoveta est utilisée pour produire de la farine de poisson. Le Pérou est le plus grand producteur de farine de poisson au monde.
Une grande partie de la pêche est destinée au marché interne (surtout les régions côtières) sous la forme de poisson frais et en conserve.

### Exploitation minière
Le Pérou possède d'importantes richesses naturelles dans son sous-sol. L'industrie minérale fournit une source majeure de croissance économique. Les mines produisent :
- Plomb
- Cuivre
- Argent
- Fer
- Phosphates
- Zinc
- Pétrole
- Charbon
- Or

L'or est la principale exportation du Pérou, qui est devenu le cinquième producteur mondial. Avec 187,5 tonnes, sa production a été multipliée par huit depuis 1992.
Les mines d'or causent des destructions plus irréversibles que l'élevage ou l'abattage des arbres, même si elles occupent une moindre superficie. Non seulement les chercheurs d'or brûlent la forêt, mais ils érodent le sol, parfois sur quinze mètres de profondeur. Par ailleurs, ils polluent fleuves et rivières avec le mercure qui leur sert à amalgamer l'or. Comme l'or vaut, en 2012, 1 250 euros l'once (environ 28 grammes), six fois le prix d'il y a dix ans, au Pérou, la prospection s'intensifie.
Quelques sites miniers : Toquepala pour le cuivre, Yanacocha pour l'or, Uchucchacua pour l'argent...
Le Pérou possède également des ressources en gaz dans le bassin amazonien.
Pour les groupes étrangers, exploiter l’or au Pérou est particulièrement profitable. La main d’œuvre est très bon marché, et le gouvernement a adopté une série de mesures incitatives pour aider les multinationales à s’implanter, notamment en facilitant l’achat de terres au détriment des droits des communautés.

### Énergie
En 2011, la production en électricité du Pérou était de 28 millions de kWh, plus de 80 % d’origine hydroélectrique, et le reste provenant de combustibles fossiles.

### Industrie
Le Pérou est un pays en cours d'industrialisation, bien qu'il compte quelques productions mécaniques et électroniques. Ses industries se diversifient de plus en plus.
Les produits fabriqués le sont dans des usines grandes et modernes, la plupart situées autour de Lima. Ils se concentrent essentiellement autour des secteurs de l'acier, du pétrole, des produits chimiques, des traitements de minéraux, des véhicules à moteur (par exemple la production d'autobus par Veguzti) et de la farine de poisson.

### Tourisme
L’essor du tourisme au Pérou a été interrompu dans les années 1980 par le conflit armé. Dans les années 1990, avec la pacification du pays, fut créée la Commission Nationale de Promotion du Pérou (Promperú) ayant pour mission d’améliorer l’image du Pérou à l'étranger.